# Art de repeuplement en Espagne
L'art de repeuplement, ou arte de repoblación en espagnol, désigne les manifestations artistiques, principalement architecturales, qui ont été menées à bien dans les royaumes chrétiens du nord de l'Espagne entre la fin du IXe siècle et le début du XIe siècle. 

## Problèmes de dénomination
En particulier, toutes les constructions dites "mozarabes", ainsi appelées et cataloguées en suivant la dénomination proposée par Manuel Gómez-Moreno (archéologue et historien espagnol – 1870-1970)  dans son livre Iglesias mozárabes publié à Madrid en 1917 relèvent en fait de l'art de repeuplement. L'historiographie actuelle propose d'ailleurs d'abandonner cette dénomination, car il est prouvé qu'elles ne possèdent pas l'origine mozarabe qu'on leur a attribuée.
Cela ne signifie pas que dans l'architecture péninsulaire septentrionale du Xe siècle, religieuse dans sa majeure partie, on n'apprécie pas les influences musulmanes : celles-ci semblent inévitables puisque les bâtisseurs étaient voisins du califat de Cordoue, culturellement, artistiquement et économiquement très développé. Mais il faut toutefois souligner que ces réalisations monumentales n'ont pas été dues aux modestes groupes d'émigrés mozarabes qui s'installèrent dans les zones de repeuplement quand les conditions de vie en al-Andalus ne furent plus supportables. 
Comme dit le professeur Isidro Bango Torviso (Summa Artis Vol. VIII-II) il serait bon d'admettre que « quand le repeuplement de la vallée du Duero se produisit sous l'hégémonie du royaume de León, que le peuple du nord perd toutes ses connaissances et expériences pour être soumis « à la riche capacité créative » des pauvres ruraux émigrants méridionaux ».
Par conséquent, l'art de repeuplement est identifié avec la troisième étape de la période préromane hispanique, après les phases qui correspondent à l'art wisigoth et l'art asturien. Son architecture est un mélange d'éléments de diverses origines, irrégulièrement distribués, de sorte que prédominent parfois ceux d'extraction paléochrétienne, wisigothe ou asturienne, tandis que d'autres soulignent l'empreinte musulmane.

## Grands traits de l'architecture de repeuplement
En tout cas il existe des signes caractéristiques de ce style architectural ecclésial qui pourraient être ainsi résumés :
- plan basilical ou centré ; parfois avec des absides opposées ;
- chapelle principale de plan rectangulaire à l'extérieur et à semi-circulaire à l'intérieur ;
- utilisation de l'arc outrepassé ou arc en fer à cheval d'influence islamique, plus fermé et cintré que l'arc wisigothique ;
- emploi généralisé de l'alfiz ;
- utilisation des fenêtres géminées et triples de tradition asturienne ;
- colonnes groupées en formant des piliers composés, avec des chapiteaux corinthiens ;
- parois renforcées par des butées extérieures ;
- grands modillons lobés qui supportent des avant-toits très prononcés ;
- décors semblables aux décors wisigoths : ronds, croix et éléments végétaux et animaux formant des bandes d’impostes ;

## Bâtiments les plus représentatifs
- San Miguel de Escalada

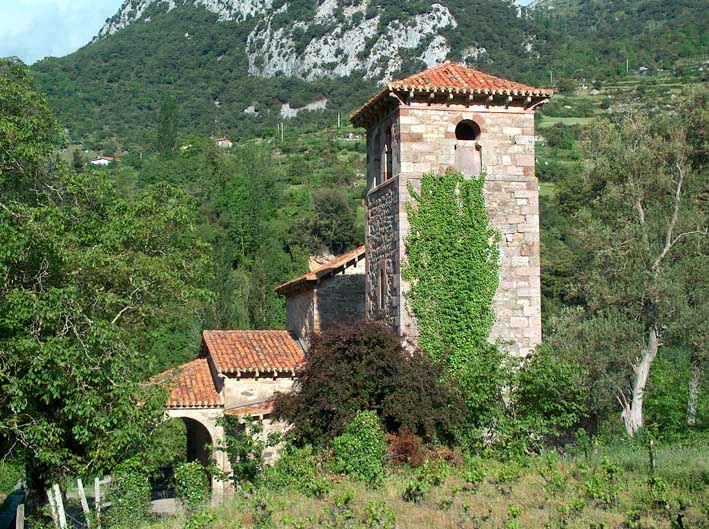
Église de Santa María de Lebeña

- Santo Tomás de las Ollas à Ponferrada
- Église de Santa María de Lebeña
- Église Santiago de Peñalba
- Monastère de Saint Jean de la Peña
- Le monastère de Suso à San Millán de la Cogolla.